# Matthew West
Matthew Joseph West (Downers Grove, Illinois, 25 de abril de 1977)  es un músico, cantautor y actor cristiano contemporáneo estadounidense. Ha lanzado cinco álbumes de estudio y es conocido por sus canciones «More», «You Are Everything» y «The Motions». Ha sido nominado a cinco premios Dove en 2005, dos de los cuales fueron por su primer álbum de estudio Happy. Ganó el premio American Music en 2013 por Mejor Artista Inspirador Contemporáneo.
Comenzando como músico independiente a fines de la década de 1990, lanzó tres álbumes independientes antes de firmar con Universal South Records. Con el lanzamiento de su álbum debut ganador del premio Dove, Happy, lanzado en 2003, su primer sencillo de radio, «More», se mantuvo en la cima de las listas de Christian Adult Contemporary durante nueve semanas y recibió dos nominaciones al premio Dove. Su segundo álbum, History, fue seguido por un relanzamiento en 2006 del álbum originalmente independiente, Sellout. En 2007, enfrentó problemas vocales que amenazaron su carrera con dos meses de descanso vocal prescrito. Su tercer álbum de estudio, Something to Say, también tuvo éxito comercial en las listas con dos canciones número uno, «You Are Everything» y «The Motions».
Además de su principal carrera como solista, West ha trabajado como compositor para muchos músicos y grupos cristianos como Point of Grace, Mandisa, Natalie Grant y Casting Crowns, así como para artistas de música country, Rascal Flatts, Billy Ray Cyrus y Vince Gill. En 2013, lanzó su segundo sencillo, «Hello, My Name Is», del álbum Into the Light, y se mantuvo en la cima durante 17 semanas consecutivas —el mejor desempeño de su carrera— en la lista Billboard Christian Songs.

## Primeros años
Matthew West nació el 25 de abril de 1977 en Downers Grove, Illinois. Cuando era niño, era fanático del equipo de béisbol de su ciudad natal, los Chicago Cubs, y eventualmente quería tener una carrera en el béisbol. Jugó béisbol durante toda la escuela secundaria en Downers Grove North High School, y se convirtió en capitán del equipo en su último año. Esperaba una beca universitaria de béisbol, pero terminó recibiendo una beca de música de cuatro años en la Universidad de Millikin en Decatur, Illinois, donde formó parte del ministerio InterVarsity Christian Fellowship. Se graduó de Millikin en 1999.

## Carrera musical
West escribió la mayoría de sus primeras canciones en el santuario de la iglesia de su padre mientras estaba en casa durante las vacaciones de la universidad. Según una declaración de West en el Winter Jam de 2013 (23 de marzo de 2013): en un concierto de Steven Curtis Chapman de 1997 en el Salón de Asambleas de Champaign, Urbana, dijo que estaba llorando profusamente, lo que hizo que sus amigos le preguntaran qué le pasaba. Dijo que Jesús lo estaba guiando para seguir una carrera en el canto y la composición de canciones. Fue compositor y músico independiente de 1997 a 2002, y lanzó tres álbumes: September Sun (1997), Every Step of the Way (1998) y Sellout (2002). En octubre de 1997, realizó una gira por tres ciudades para apoyar el lanzamiento de September Sun.
Justo antes de graduarse de la Universidad de Millikin en 1999, alguien de la universidad recomendó que West asistiera al evento GMA Music in the Rockies para aspirantes a músicos. Aunque West no estaba interesado al principio, asistió después de enterarse de que otras personas lo inscribieron y pagaron su tarifa de entrada. Conoció a un representante de Word Publishing en el evento que se interesó por él y se mantuvo en contacto hasta que se graduó. West llegó a la final de un concurso de composición de canciones y se le ofreció un contrato de composición de canciones en julio de 1999, cinco semanas después de graduarse. Después de escribir canciones para músicos reconocidos como Billy Ray Cyrus y Rachael Lampa, comenzó a realizar giras por los Estados Unidos como artista independiente en 2000 y 2001.
El 26 de julio de 2002, solo una o dos semanas antes de firmar un contrato discográfico con Universal South Records, West sufrió una lesión en el brazo izquierdo que amenazó su carrera musical y su forma de tocar la guitarra. Él dijo: «Me encerré fuera de mi casa. Pero ya había hecho eso antes, y tenía una manera de entrar por la ventana. Pero esta vez, me costó mucho abrirla. Empecé a empujarla hacia arriba con mucha fuerza y mi mano atravesó el vidrio. La sangre comenzó a brotar de mi brazo izquierdo por todas partes y corrí por mi calle gritando por ayuda. Después de ver tanta sangre, entré en shock y me desmayé a la mitad de la calle. Lo siguiente que puedo recordar es que algunos trabajadores de la construcción oraron por mí en español y luego fui llevado al hospital». A West le dijeron que las posibilidades de recuperar el uso completo de su brazo izquierdo eran bajas, ya que estuvo muy cerca de cortar una arteria importante. Sin embargo, se recuperó después del accidente y pudo continuar tocando la guitarra y reaunudó la grabación de su primer álbum de estudio.

### Happy(2003–2004)

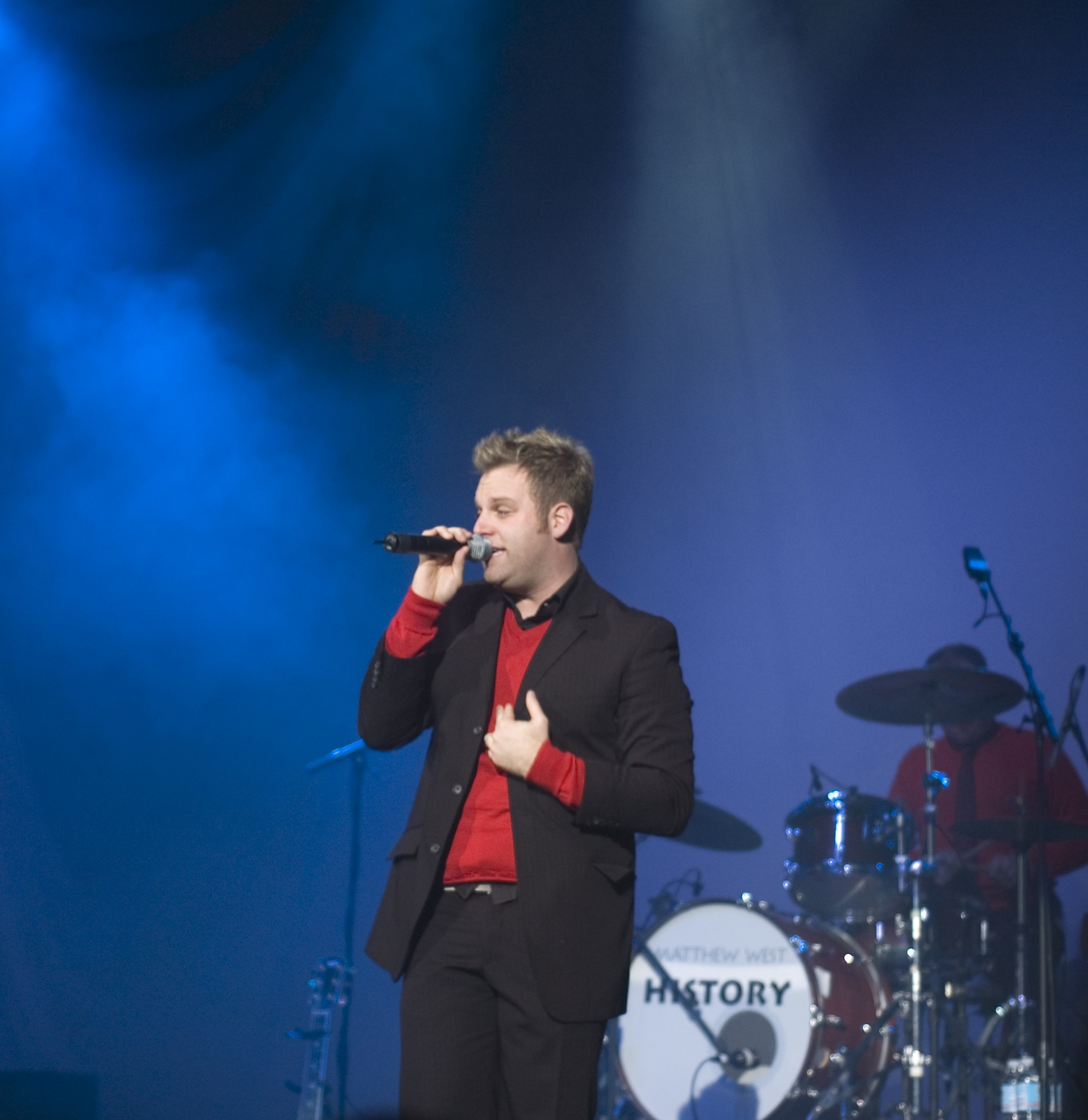
Matthew West en un concierto en la gira de Winter Wonder Slam de TobyMac en diciembre de 2005

Después de firmar con Universal South Records el 23 de agosto de 2002, West lanzó su primer álbum de estudio no independiente, Happy, el 26 de diciembre de 2003. West, junto con los productores del álbum, Kenny Greenberg y Jason Houser, coescribió la canción «More». La canción fue su primer y más exitoso sencillo de radio hasta la fecha, permaneciendo en el puesto número 1 en la lista Christian Adult Contemporary de Radio & Records (R&R) durante nueve semanas consecutivas. Fue la canción de Christian AC más reproducida de 2004 y pasó a ser etiquetada como la «canción cristiana del año» por ASCAP. Dos canciones adicionales, «The End» y «You Know Where to Find Me», también se lanzaron como sencillos del álbum. A fines de septiembre de 2004, West se unió a Avalon y Mark Schultz en una gira de otoño por 40 ciudades, que concluyó a fines de noviembre. En 2005, fue nominado a cinco premios Dove, incluidos Artista Nuevo del Año y Canción del Año. Ganó un premio Dove en la categoría Packaging de Música Grabada del Año por Happy.
A principios de 2005, estuvo en la gira Winter Jam 2005, organizada por NewSong, con tobyMac, Building 429, Tait y Rachael Lampa.

### Historyy problemas vocales (2005–2007)

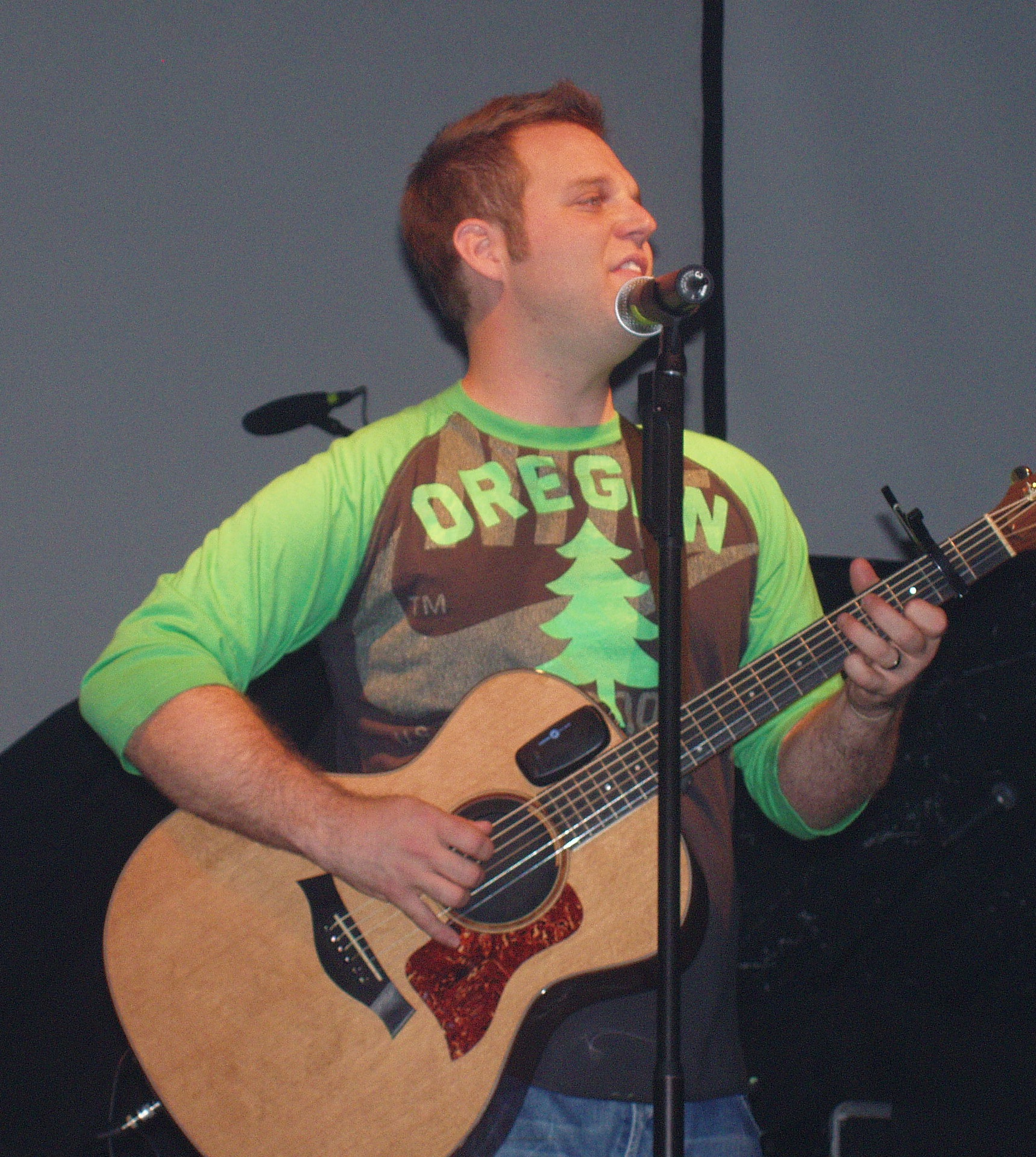
Matthew West tocando en un concierto de la gira de History 101 en septiembre de 2005

Con Kenny Greenberg y Jason Houser una vez más como productores, Matthew West comenzó a grabar su segundo álbum de estudio a principios de 2005. History, coproducido por West, fue lanzado el 21 de junio de 2005 en Universal South Records. El primer sencillo del álbum, «Next Thing You Know», fue lanzado el 20 de junio, un día antes del lanzamiento del álbum. El tema de la canción principal, «History»,  se inspiró en un titular de noticias musicales de R&R «Matthew West Makes History (en español: Matthew West hace historia)», en referencia a su primer álbum, Happy. Comentó que «no todos los días lees un titular como ese con tu nombre que te llama un hacedor de historia». A partir del 14 de septiembre de 2005, inició la gira History 101 por 30 ciudades, su primera gira como artista principal, que incluyó a los músicos invitados Shawn McDonald y Paul Wright. Luego se unió a la gira Winter Wonder Slam de TobyMac, que comenzó el 1 de diciembre de 2005, junto con John Reuben, BarlowGirl, GRITS y DJ Maj. Se lanzaron dos canciones adicionales de History como sencillos: «Only Grace» y la canción principal «History».
Su álbum independiente, Sellout, fue relanzado en 2006 en Universal South Records.
West dijo que comenzó a experimentar «algo de fatiga vocal» en abril de 2007. Añadió que «había perdido parte de mi rango vocal, permaneciendo en notas más altas y notas más bajas. Incluso comencé a tener dificultades para hablar». En un chequeo vocal en respuesta al problema, los médicos de West en el Centro de Voz Vanderbilt de Nashville descubrieron «una hemorragia causada por algunos pólipos». Sus médicos le dijeron que la cirugía vocal era la única opción, ya que habían pasado algunas semanas. La cirugía se llevó a cabo el 17 de mayo de 2007, un proceso que dijo que «amenazaba su carrera». Posteriormente, se le prescribió un período de dos meses de silencio para el descanso vocal.
A principios de 2008 se lanzó un video documental titulado Nothing to Say, dirigido y producido por Benjamin Eisner, que destaca el tiempo de silencio y la recuperación vocal de West en 2007. En febrero de 2008, el documental estuvo disponible exclusivamente en Family Christian Stores como un paquete combinado de CD/DVD con el álbum de West,  Something to Say.

### Something to Say(2008–2010)
Su próximo sencillo, «You Are Everything» fue lanzado a finales de 2007. La canción estaba disponible como descarga gratuita desde el sitio web de West. También grabó un dueto («Christmas Makes Me Cry») con la finalista de American Idol, Mandisa, que se lanzó como sencillo de radio navideño en noviembre de 2007, del extended play de Mandisa, Christmas Joy.
El álbum de West, Something to Say, fue lanzado el 15 de enero de 2008. Alcanzó el puesto número 8 en la lista Top Christian Albums de Billboard y alcanzó el puesto 159 en la lista Billboard 200, convirtiéndolo en su primer álbum en entrar en la lista. Fue producido por Brown Bannister, Ed Cash y Christopher Stevens. West dijo en una entrevista que ya se habían escrito todas las canciones del álbum y que el título «Something to Say» ya se había decidido «meses antes de que me enterara de que no iba a tener nada que decir». El primer sencillo de radio lanzado del álbum fue «You Are Everything». En marzo de 2008, la canción alcanzó el número 1 en la lista Christian Adult Contemporary de R&R. «Something to Say», la canción principal del álbum, también se lanzó a la radio y se transmitió en junio de 2008.
Matthew West participó como invitado en la gira de 26 ciudades «Boomin' Beyond Measure» de TobyMac junto con Jeremy Camp. La gira se desarrolló del 6 de febrero al 21 de marzo de 2008.
Apareció en el especial de televisión de Billy Graham, America's Dream: Chasing Happiness, que se emitió en los Estados Unidos del 1 al 9 de marzo de 2008. La aparición incluyó un estreno mundial de su video musical de «Nothing Else», una canción de History. El 29 de junio, West presentó Gospel Dream 2008 de Gospel Music Association, una competencia de talentos de música cristiana televisiva. «The Motions» fue lanzado como su próximo sencillo, ubicándose en el número 1 en la lista Christian Adult Contemporary de R&R en abril de 2009.
En 2009 escribió una canción para un álbum de la artista country Jo Dee Messina y otra que estaba siendo considerada por el finalista de American Idol, Danny Gokey. En diciembre de 2009, «The Motions» fue nominada al Premio Grammy como Mejor Canción Gospel, su primera nominación a la ceremonia.

### Años recientes (2010–presente)

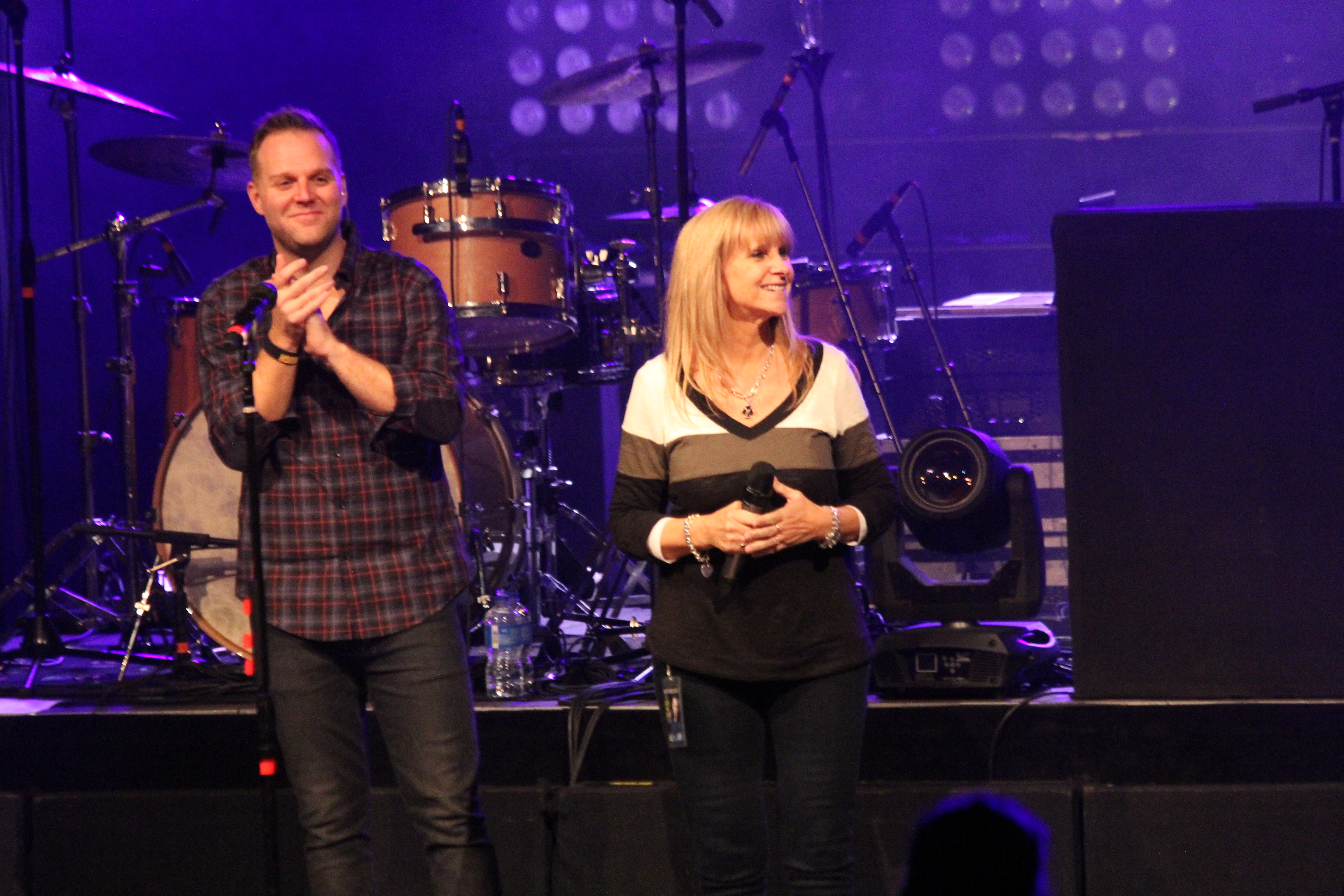
West en el escenario con Renee Napier. Su historia inspiró su canción «Forgiveness».

El primer sencillo de su álbum, «My Own Little World», se lanzó el 23 de agosto de 2010. El álbum, The Story of Your Life, se lanzó el 5 de octubre de 2010 y, según West, es una respuesta a miles de historias de vida que sus fanáticos compartieron con él. «El primer día, recibí 1000 historias. De repente, pensé, "Dios mío, algo especial está por suceder". Alquilé una cabaña en Tennessee, a unos 25 minutos de mi casa, que parecía que estaba en medio de la nada. Y pasé dos meses en esa cabaña leyendo 10 000 historias», informó el cantante y compositor en una entrevista con Christian Broadcasting Network. Matthew también protagoniza The Heart of Christmas.
En 2011, West lanzó una canción navideña con el miembro del Museo y Salón de la fama del country Vince Gill titulada «Leaving Heaven».[cita requerida]
Into the Light fue lanzado en septiembre de 2012. Participó en el Light Tour en septiembre, octubre y noviembre del 2013. West lanzó su sexto álbum de estudio, Live Forever, el 28 de abril de 2015. Su séptimo álbum de estudio, All In, se lanzó el 22 de septiembre de 2017 y fue seguido inmediatamente por su gira All In Tour. Su sencillo, «The Motions», fue certificado platino por la Recording Industry Association of America (RIAA).
En febrero de 2020, West lanzó Brand New en su propio sello, Story House Music, bajo su nuevo acuerdo con Provident Music Group de Sony.[cita requerida] Una edición de lujo siguió en abril de 2021.[cita requerida]
El 17 de febrero de 2023, West lanzó un álbum de 22 canciones titulado My Story, Your Glory.

## Otras composiciones
Además de su principal carrera como solista, Matthew West también ha escrito canciones para otras bandas y músicos, incluidos Mark Schultz, Mandisa, Jump5, Sara Groves, Joy Williams, Casting Crowns, Salvador, Natalie Grant, Danny Gokey, PureNRG y Point of Grace, así como el artista de música country convencional, Billy Ray Cyrus. Rascal Flatts grabó la canción de West, «The Day Before You», en su álbum Feels Like Today. Coescribió «Voice of a Savior» de Mandisa y «Thank You» de 33Miles, los cuales fueron lanzados como sencillos a principios de 2008.

## Actuación
West también persigue sus habilidades de actuación y apareció ocasionalmente en algunos programas de televisión cristianos a partir de 2009.[cita requerida] En 2011, hizo su debut cinematográfico al aparecer en la película cristiana de Gary Wheeler, The Heart of Christmas, coprotagonizada por Candace Cameron Bure. Actualmente cuenta con una calificación de 7.1 en IMDb después de un lanzamiento directo a la televisión.

## Vida personal

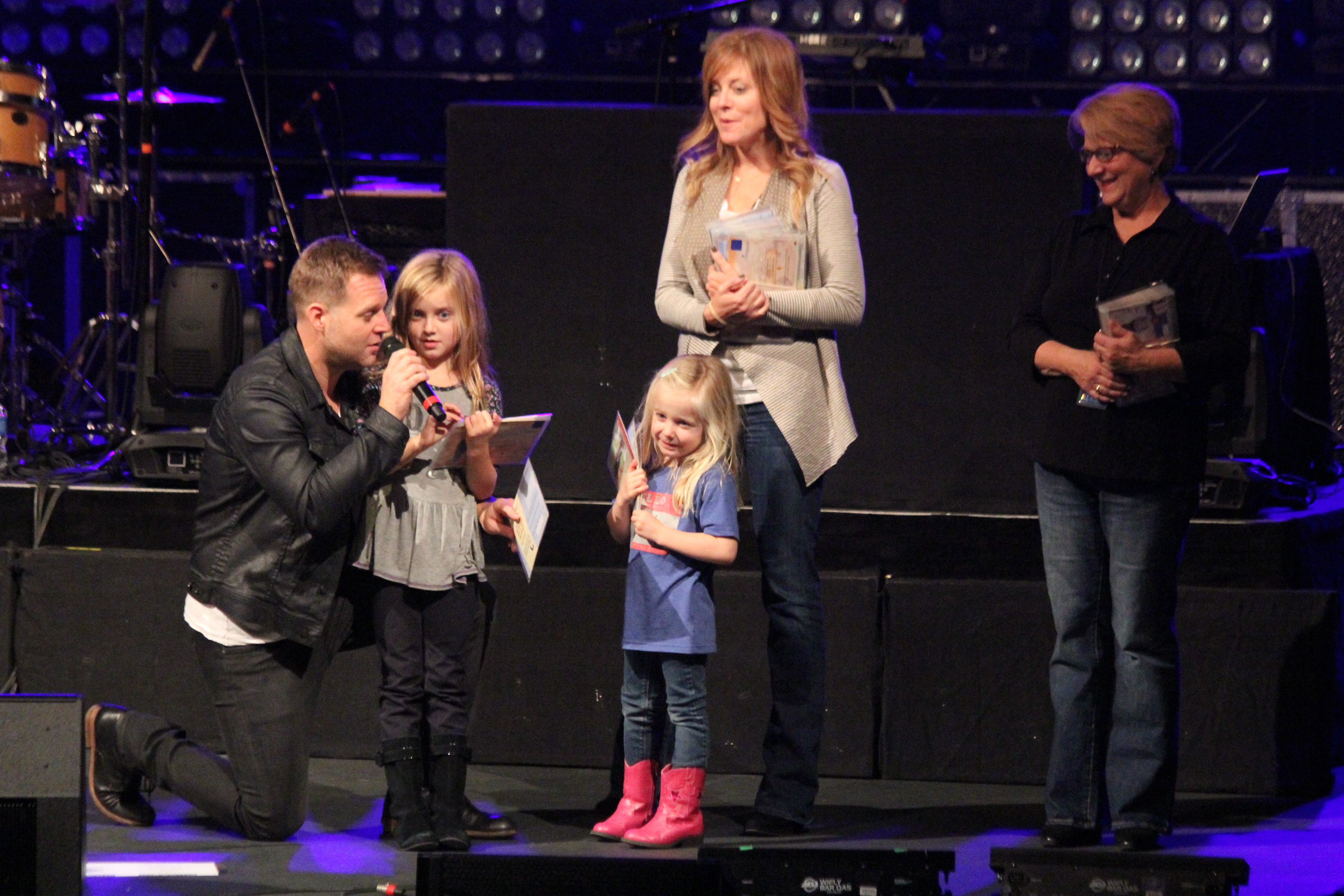
West con su familia (de izquierda a derecha) Lulu, Delaney, Emily, y su madre en 2013

Matthew West actualmente vive en Nashville, Tennessee con su esposa Emily. Se casó con Emily el 10 de mayo de 2003 después de proponerle matrimonio en septiembre de 2002. Tienen dos hijas. Los West tienen un perro llamado Nick.

## Premios

### American Music Awards
| Año  | Nominación/ trabajo | Categoría                      | Resultado | Ref.   |
| ---- | ------------------- | ------------------------------ | --------- | ------ |
| 2022 | Matthew West        | Artista Inspiracional Favorito | Pendiente | [ 60 ] |

### GMA Dove Awards
| Año  | Premio                                                                               | Resultado |
| ---- | ------------------------------------------------------------------------------------ | --------- |
| 2005 | Artista nuevo del año                                                                | Nominado  |
| 2005 | Canción del año ("More")                                                             | Nominado  |
| 2005 | Canción pop/contemporánea grabada del año ("More")                                   | Nominado  |
| 2005 | Álbum pop/contemporáneo del año (Happy)                                              | Nominado  |
| 2005 | Empaquetado de música grabada del año (Happy)                                        | Ganador   |
| 2006 | Canción del año ("Only Grace")                                                       | Nominado  |
| 2011 | Video de formato corto del año ("My Own Little World")                               | Nominado  |
| 2012 | Álbum de evento especial del año (Music Inspired by The Story) (con varios artistas) | Ganador   |
| 2013 | Canción del año ("Forgiveness")                                                      | Nominado  |
| 2016 | Escritor del año                                                                     | Nominado  |
| 2018 | Escritor del año                                                                     | Ganador   |
| 2018 | Canción del año ("Broken Things")                                                    | Nominado  |
| 2018 | Álbum pop/contemporáneo del año (All In)                                             | Nominado  |
| 2020 | Canción del año ("The God Who Stays")                                                | Nominado  |
| 2020 | Escritor del año                                                                     | Nominado  |

## Discografía
| Álbumes | Álbumes                |
| Año     | Título                 |
| ------- | ---------------------- |
| 2003    | Happy                  |
| 2005    | History                |
| 2008    | Something to Say       |
| 2010    | The Story of Your Life |
| 2012    | Into the Light         |
| 2015    | Live Forever           |
| 2017    | All In                 |
| 2020    | Brand New              |